# 19e cérémonie des San Diego Film Critics Society Awards
La 19e cérémonie des San Diego Film Critics Society Awards (SDFCS Awards), décernés par la San Diego Film Critics Society, a eu lieu le 15 décembre 2014, et a récompensé les films réalisés dans l'année.

## Palmarès

### Meilleur film
- Night Call (Nightcrawler)

### Meilleur réalisateur
- Dan Gilroy - Night Call

### Meilleur acteur
- Jake Gyllenhaal - Night Call

### Meilleure actrice
- Marion Cotillard - Deux jours, une nuit

### Meilleur acteur dans un second rôle
- Mark Ruffalo - Foxcatcher

### Meilleure actrice dans un second rôle
- Rene Russo - Night Call

### Meilleure distribution
- Birdman

### Meilleur scénario original
- Dan Gilroy – Night Call

### Meilleur scénario adapté
- Gillian Flynn - Gone Girl

### Meilleure photographie
- Robert Elswit - Night Call

### Meilleur montage
- James Herbert et Laura Jennings – Edge of Tomorrow

### Meilleure musique de film
- James Newton Howard - Night Call

### Meilleur film en langue étrangère
- Snow Therapy (Turist)  France  Suède

### Meilleur film d'animation
- Les Boxtrolls (The Boxtrolls)
  - Les Nouveaux Héros (Big Hero 6)

### Meilleur film documentaire
- Citizenfour